# Liste der Stolpersteine in Bad Erlach

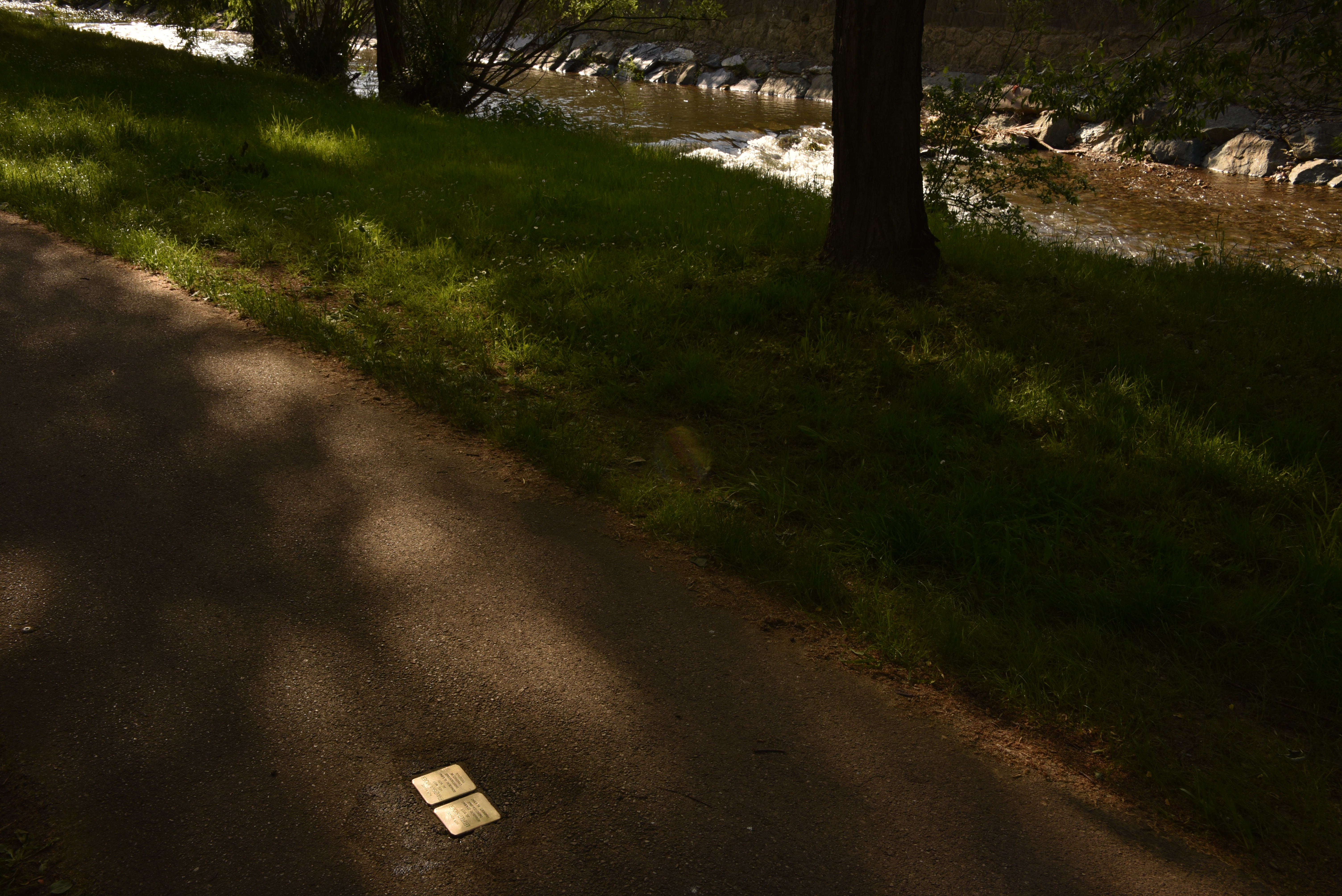
Stolpersteine in Bad Erlach

Die Liste der Stolpersteine in Bad Erlach enthält Stolpersteine, die im Rahmen des gleichnamigen Kunst-Projekts von Gunter Demnig im niederösterreichischen Marktgemeinde Bad Erlach verlegt wurden. Stolpersteine erinnern an das Schicksal der Menschen, die von den Nationalsozialisten ermordet, deportiert, vertrieben oder in den Suizid getrieben wurden. Sie liegen im Regelfall vor dem letzten selbst gewählten Wohnsitz des Opfers.
Die Verlegung erfolgte am 18. Juli 2015.

## Liste der Stolpersteine
In der Marktgemeinde Bad Erlach wurden bisher zwei Stolpersteine an einer Stelle verlegt:
| Stolperstein | Inschrift                                                                                                 | Verlegeort                                                              | Name, Leben |
| ------------ | --- | ----------------------------------------------------------------------- | --- |
|              | HIER WOHNTE FRANZISKA HACKER GEB. WOLF JG. 1870 DEPORTIERT 26.9.1942 THERESIENSTADT ERMORDET IN TREBLINKA | Pittenufer-Promenade · (vor der Gedenktafel für das Jüdische Bethaus) · | Franziska Hacker, geborene Wolf, wurde am 1. Oktober 1870 in Neudörfl im Burgenland geboren. Sie war die Frau des Weinhändlers Leopold Hacker. Beide mussten Erlach verlassen und nach Wien übersiedeln. Der letzte Wohnort dort war Krummbaumgasse 1/29 in der Leopoldstadt. Am 27. August 1942 wurde sie gemeinsam mit ihrem Mann nach Theresienstadt deportiert, wo ihr Mann am 15. September 1942 ermordet wurde. Franziska Hacker wurde am 26. September 1942 ins Vernichtungslager Treblinka überstellt, wo sie vom NS-Regime ermordet wurde. |
|              | HIER WOHNTE LEOPOLD HACKER JG. 1869 DEPORTIERT 27.8.1942 THERESIENSTADT ERMORDET 15.9.1942                | Pittenufer-Promenade · (vor der Gedenktafel für das Jüdische Bethaus) · | Leopold Hacker wurde am 2. November 1869 in Erlach geboren. Er war eines von drei Kindern des Weingroßhändlers Simon Hacker und dessen Frau Rosalie. Leopold Hacker hatte zwei Schwestern, Berta und Karoline. Simon Hacker kam um 1860 nach Erlach und eröffnete das erste jüdische Geschäft des Ortes, des Weiteren erbaute er die Synagoge, damit hier ansässige jüdischen Familien nicht mehr nach Wiener Neustadt oder Neunkirchen mussten. Leopold Hacker stieg in das Familienunternehmen ein (sein Vater starb 1907), wurde ebenfalls Weinhändler und übernahm in der Synagoge die organisatorischen Aufgaben, war Vorbeter und blies das Schofar. Hacker musste zusammen mit seiner Frau seinen Heimatort verlassen und nach Wien übersiedeln. Sein letzter Wohnort dort war Krummbaumgasse 1/29 in der Leopoldstadt. Am 27. August 1942 wurden beide nach Theresienstadt deportiert. Leopold Hacker wurde dort am 15. September 1942 ermordet. Das Schofar blieb erhalten, Leopold Hacker hatte es 1939 seinem Neffen Manfred Ehrenreich nach Nizza gesendet, wohin Ehrenreich mit seiner Familie geflüchtet war. Er und seine Frau wurden ermordet, hatten das Schofar aber zuvor an Manfred Ehrenreichs Bruder Berthold weitergegeben, letztendlich befand es sich zuletzt bei der Urenkelin von Simon Hacker, Lieselotte Kastner, in London, die es wiederum als Leihgabe nach Bad Erlach gab. |

## Verlegedatum
Die Verlegung in Bad Erlach erfolgte am 18. Juli 2015 durch den Künstler Gunter Demnig persönlich.